# Les Amoureuses

Les Amoureuses est un film dramatique québécois de Johanne Prégent sorti en 1993.

## Synopsis
Accompagnant deux couples dans la trentaine avancée, le film montre le déchirement, dans les relations amoureuses, entre le sentiment d'avoir accès à l'objet de son désir et celui de ne jamais pouvoir y accéder. Une dessinatrice de costumes de théâtre, Léa est atterrée lorsque David la laisse pour une femme plus jeune. Elle est assaillie de doutes et de peurs innommables lorsqu’il lui revient. De son côté, sa meilleure amie, Marianne hésite aussi à s’engager avec les hommes. Ses opinions commencent à changer lorsqu’elle rencontre Nino, un italien qui la poursuit avec ardeur et dont elle finit par croire en la sincérité.

## Fiche technique
- Réalisation : Johanne Prégent
- Scénario : Johanne Prégent
- Photographie : François Protat
- Musique : Pierre Desrochers (Gagnant d'un prix Génie pour la trame musicale du film)
- Costume et directrice artistique : Louise Jobin

## Distribution
- Louise Portal : Léa
- Kenneth Welsh : David
- Léa-Marie Cantin : Marianne
- Tony Nardi : Nino
- Sophie Lorain : Hélène
- David La Haye : Bernard
- Macha Limonchik : Roselyne
- Domenico Fiore : Pasquale
- Mirella Tomassini : Julienne
- Francine Ruel : la couturière
- Mimi D’Estée : Mère de David